# 暴君 (惡靈古堡)
暴君是卡普空在《惡靈古堡系列》遊戲中登場的頭目級角色，在初代《惡靈古堡》首次登場。本質為經生化改造的超級士兵，由保護傘公司製造和使用。暴君還出現在《惡靈古堡》系列的其他媒體和商品中，以及一些其他遊戲中。
自首次亮相以來，“暴君”便成為該系列中最知名、最受歡迎的角色之一。 而暴君的另一個型態《追跡者》同樣為系列熱門角色。

## 角色設計
卡普空的設計師最初嘗試了許多種不同的設計，才設計出日後登場的暴君以及其衍生型態。例如在最初的設計中，設計師曾設想將T-103型暴君（俗稱“Mr. X”）裝備使用槍支，但在後來此設計被否決。
在某些草稿中，可以看到暴君穿著防毒面具和各種裝甲，而不是風衣（還有其他類型的外套，包括實驗室外套），甚至其整體體形也有很大差異（從纖瘦身形到壯碩肌肉）。大多數暴君型態的唯一共同點，是它們大而且裸露在外的跳動心臟，在遊戲中這個部位也被設計成暴君的弱點。